# أموياكوين
أموياكوين Amodiaquine يستخدم مركب ال 4 أمينوكينولين المتعلق بالكلوروكين، بصفته عاملا مضادا للملاريا ومضادا للالتهابات.
وقد تبين أن أمودياكوين أكثر فعالية من الكلوروكين في علاج المتصورة المنجلية المسببة للملاريا المقاومة للكلوروكوين، وربما يوفر المزيد من الحماية أكثر من الكلوروكين عندما يستخدم كعلاج وقائي أسبوعي. أمودياكوين، مثل الكلوروكين، جيد التحمل. على الرغم من أنه مرخص، لكن لا يتم تسويق هذا الدواء في الولايات المتحدة، لكنه متاح على نطاق واسع في أفريقيا.
اموديا هو مثبط N-ميثيل الهستامين.

## علم الوراثة الدوائي
أصبح أمودياكوين دواء هاما في الأدوية المشتركة لعلاج الملاريا في أفريقيا. يتم تفعيله حيويا كبديا إلى المستقلب الأساسي، N-desethylamodiaquine، بواسطة انزيم السيتوكروم P450 CYP2C8. من بين المستخدمين للأمودياكوين، تم الإبلاغ عن العديد من الآثار الجانبية النادرة ولكنها خطيرة وتم ربطها بالمتغيرات في أليلات CYP2C8.

## المصدر
- موسوعة العلوم العربية